# Ekeboda
Ekeboda är en bebyggelse i Hörby socken i Hörby kommun, Skåne län. Området avgränsades före 2015 till en småort, räknas därefter till tätorten Hörby.